# 塔摩爾河

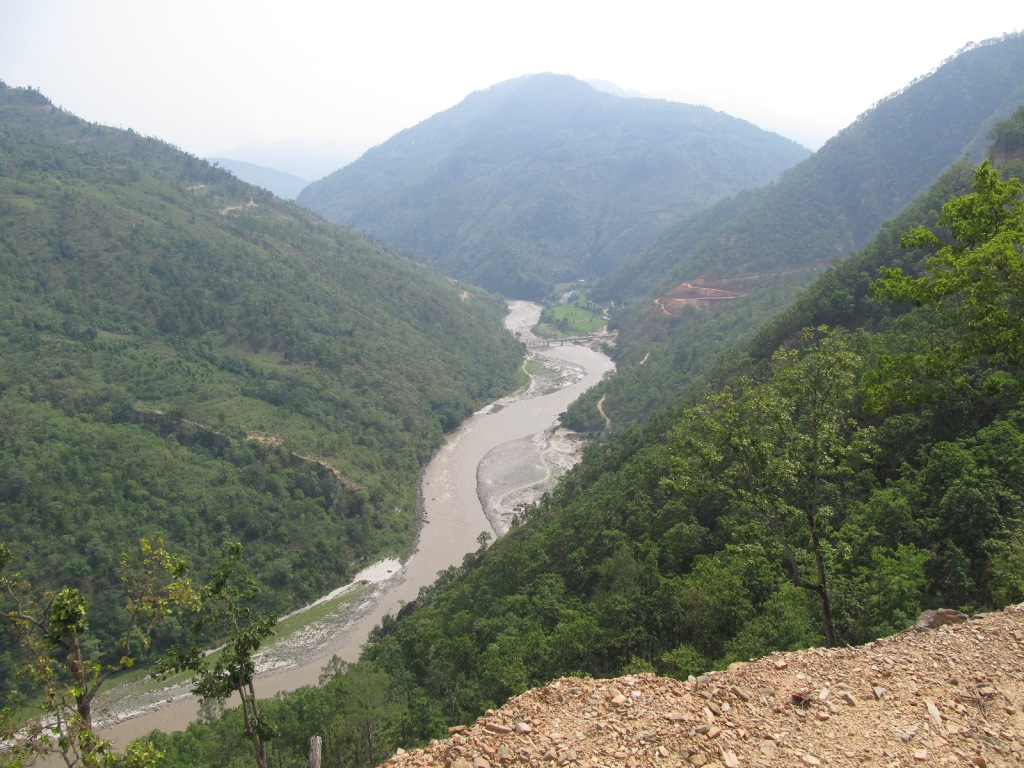

塔摩爾河（拉丁轉寫：Tamor Nadi），是尼泊爾最東部的一條主要河流，為戈西河的支流。
塔摩爾河發源於梅吉專區塔普勒瓊縣東北部，距離金城章嘉峰不遠的冰川。幹流向南轉西南流，於翠文尼匯集阿龍河與遜科西河，形成戈西河（又稱沙普塔戈西河）。戈西河穿越摩诃婆罗多山脉，流入恆河平原。